# بارانلو
بارانلو یکی از روستاهای استان آذربایجان شرقی است که در دهستان تازه‌کند بخش خسروشاه شهرستان تبریز واقع شده‌است.

## جمعیت
که نزدیک به ۱۲۹۰ نفر جمعیت و حدودا ۳۹۱ خانوار را دارا میباشد.شهرک بارانلو طی یک دهه اخیر تبدیل به ویلایی ترین روستا نسبت به روستا های همجوار شده که این روستا رو به یکی از خوش بافت ترین و مدرن ترین ویلا های ساخته شده منطقه کرده است. این شهرک با دارا بودن مردمان مهمان نواز و بی آزار در منطقه بسیار معروف هست.